# Justino Zavala Muniz

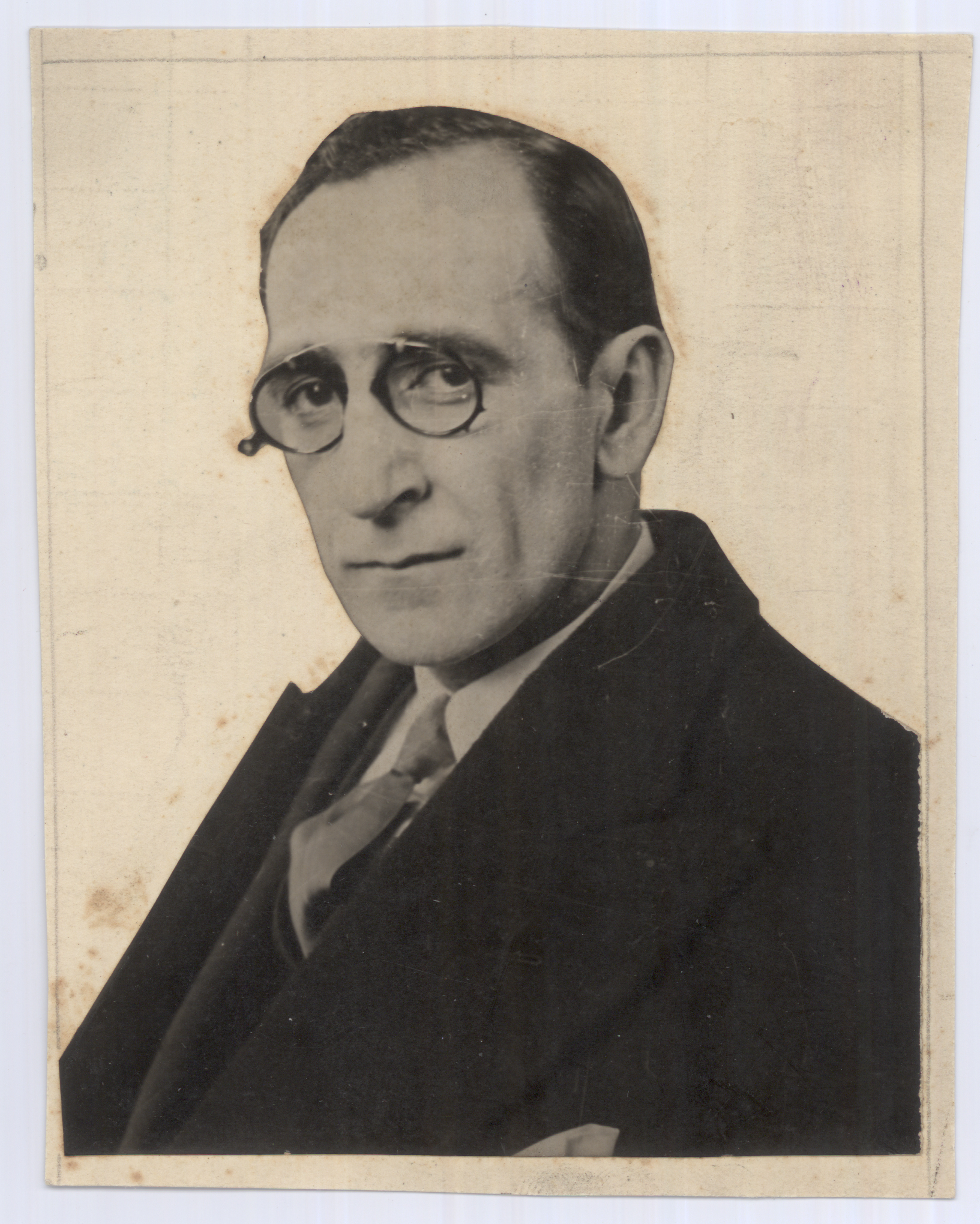
Justino Zavala Muniz (1949)

Justino Zavala Muniz (* 18. Juli 1898 in Melo; † 23. März 1968 in Montevideo) war ein uruguayischer Schriftsteller und Politiker.

## Leben
Vom 14. März 1926 bis zum 31. März 1933 war er gewählter Abgeordneter der Partido Colorado. Während der Terra-Diktatur lebte er 1935 im brasilianischen Exil. Sodann hatte er ab dem 10. Februar 1943 bis zum 22. Dezember 1947 einen Sitz als Senator inne. Er übernahm schließlich im Jahr 1952 den Ministerposten für Bildung und Soziales. Später gehörte er zwischen 1955 und 1959 dem Consejo Nacional de Gobierno an. Er war an der Gründung sowie später der Leitung der Comedia Nacional beteiligt. Ferner gründete er die „Escuela Municipal de Arte Dramático“, die „Escuela Municipal de Música“, sowie das Museum und Bibliothek des Teatro Solís.

## Werke
- La cruz de los caminos (1933)
- En un rincón del Tacuarí (1938)
- Alto alegre (1940)
- Fausto Garay un Caudillo (1942)